# Skivarps sockerbruk

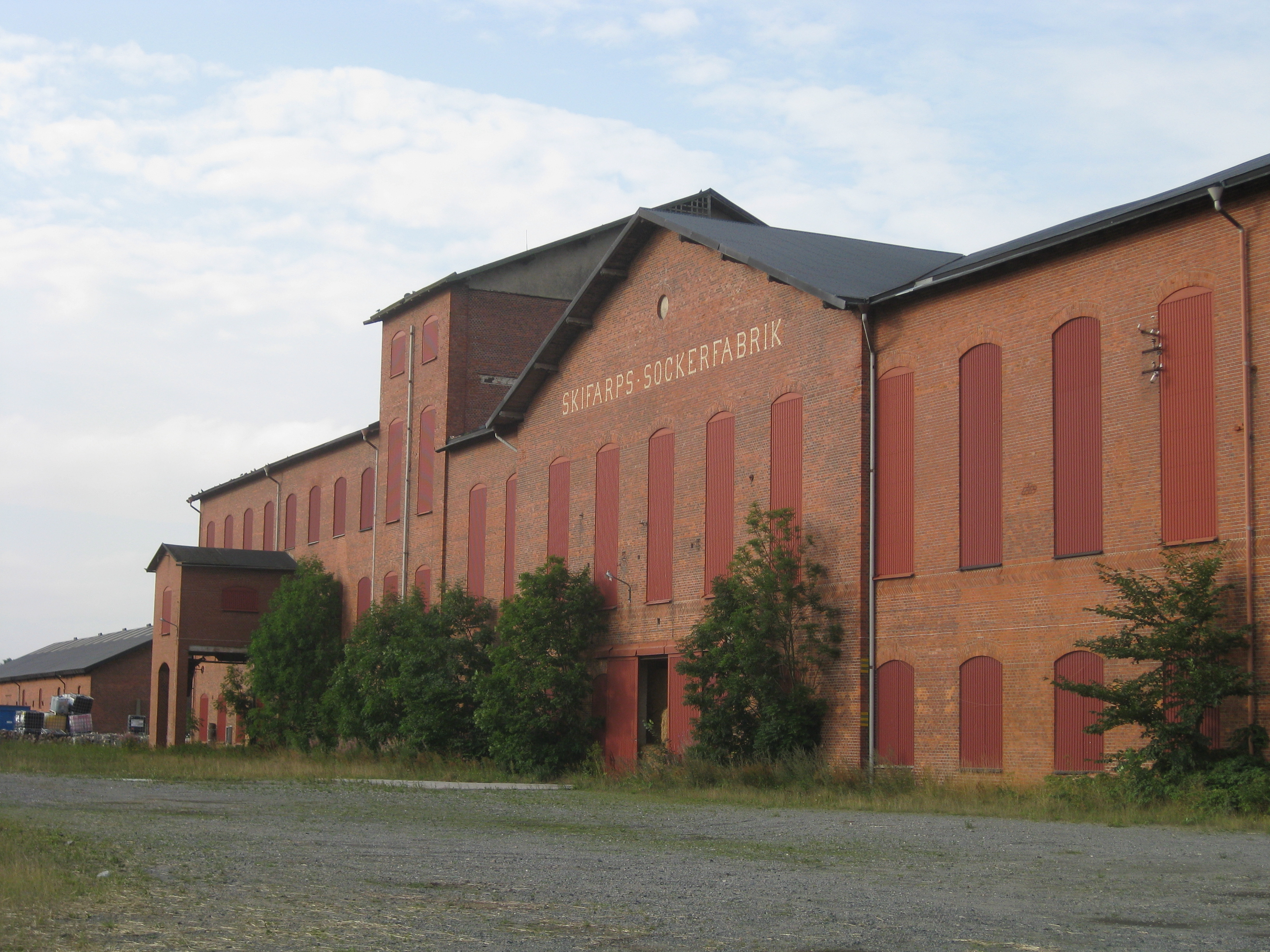
Skivarps sockerbruk 2010

Skivarps sockerbruk togs i drift i den 10 oktober 1901 och lät byggas av Jacob Lachmann. Det tillhörde AB Ystads Sockerraffinaderi, som 1902 blev en del av Sockerfabriks AB Union. Från 1907 tillhörde det Svenska Sockerfabriks AB. Sockerbruket var försett med 3 skärmaskiner, 15 stycken diffusorer om 6 kubikmeter vardera, 6 st maichar, 15 st saturationspannor och 13 st centrifuger. Den största delen av sockerbrukets processutrustning levererades av företaget Breitfeld Danĕk i Prag. Antalet diffusörer utökades år 1919 till 16 st, år 1921 till 18 st och år 1924 till 20 st. Till sockerbruket gick ett industrispår från Skivarps sockerbruks station som var belägen mellan Skivarps station och Rydsgårds station vid Trelleborg–Rydsgårds Järnväg. Verksamheten vid bruket lades ned 1960.

## Förhistoria
År 1893 hade det bildats ett företag Skivarps sockerfabriksaktiebolag med ett aktiebolag på 1 miljon kronor. Detta företag likviderades år 1894 efter påtryckningar från sockerraffinaderierna Carnegie och Tanto.

## Betkampanjer
Under de 8 första betkampanjerna varierade den avverkade betmängden mellan 28 220 ton och 54 005 ton. Under betkampanjerna på 1920-talet varierade den avverkade mängden betor mellan 48 779 ton och 66 518 ton. År 1919/20 producerades 6 235 ton råsocker, år 1933/34 producerades 16 831 ton råsocker.

## Vågstationer
Sockerbruket hade vågstationer i Charlottenlund, Rydsgård och Tofthög.

## Slutet
Efter att ha blivit utsatt för flera mordbränder totalförstördes sockerbruket slutligen i en brand i augusti 2015.

## Antalet anställda arbetare
År 1912 fanns det 65 årsanställda samt 355 kampanjarbetare.
| År   | Juli | November | Medeltal under året |
| ---- | ---- | -------- | ------------------- |
| 1929 | 94   | 277      | 108                 |
| 1946 | 107  | 314      | 133                 |

## Galleri

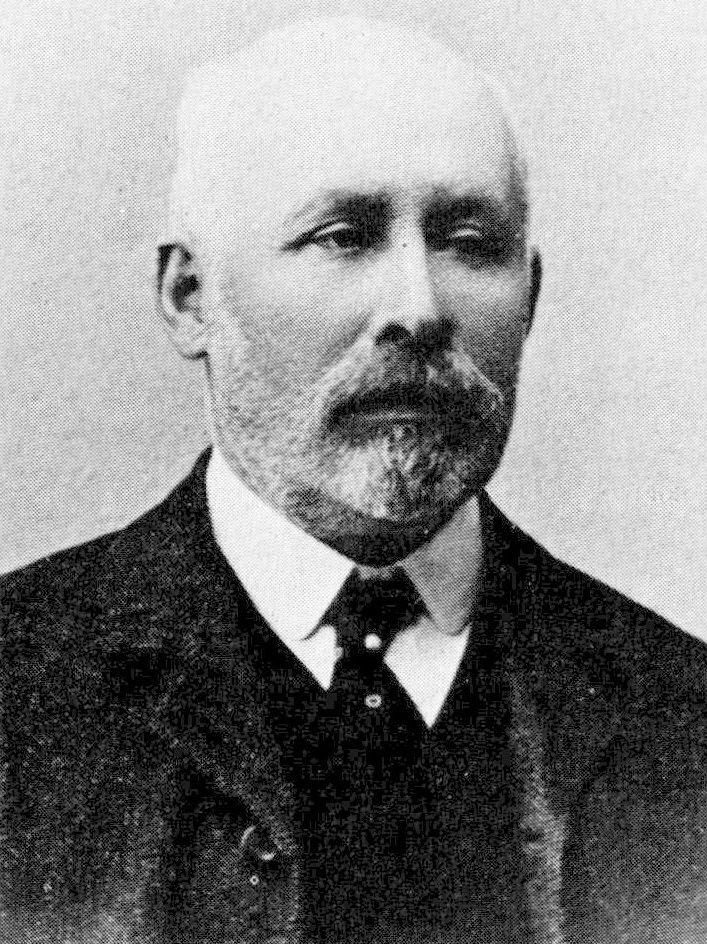
Sockerbrukets grundare Jacob Lachmann
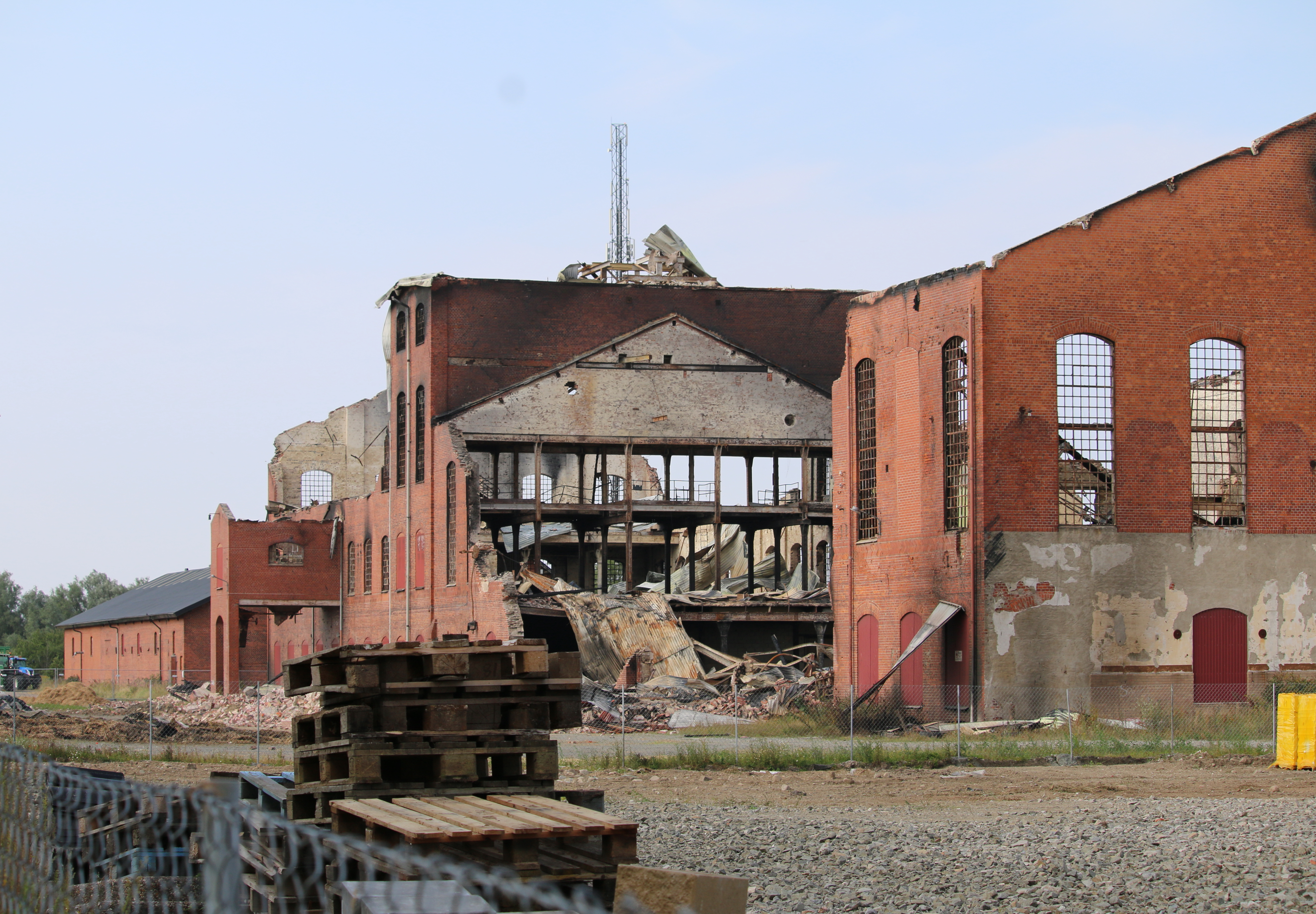
Sockerbruket efter branden 2015
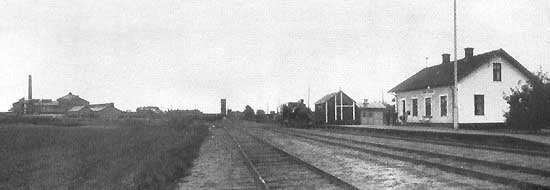
Skivarps sockerbruks järnvägsstation 1924. Bruket till vänster i bild.